# Pic de Baixollada
El Pic de Baixollada és una muntanya de 2.504,8 m d'altitud situada en el vessant nord-est del massís del Carlit, concretament al límit entre el Capcir i el País de Foix, al Llenguadoc (Occitània), entre els termes comunals de Font-rabiosa i d'Orlun.
Està situat a l'extrem nord-oest del terme comunal de Font-rabiosa, a l'extrem nord-est del d'Orlun, pertanyent al País de Foix, del Llenguadoc occità. És al nord-est del Puig de Terrers, i de la Portella d'Orlú i a ponent del Pic de la Tribuna, al nord-oest de la Portella del Llaurentí i al nord de l'Estany de la Portella d'Orlú.
Aquest cim està inclòs al llistat dels 100 cims de la FEEC